# Chrysoprasis basalis
Chrysoprasis basalis là một loài bọ cánh cứng trong họ Cerambycidae.